# Willa Wellmera w Szczecinie
Willa Wellmera – zabytkowa willa znajdująca się przy ulicy Marii Skłodowskiej-Curie 11 w Szczecinie.
Willa została wzniesiona w latach 20. XX wieku. Wobec niezachowania się dokumentów archiwalnych dotyczących budowy, dokładna data pozostaje nieznana. Utrzymany w klasycystycznych formach budynek posiada od strony alei Wojska Polskiego reprezentacyjną, symetryczną fasadę. Zdobią ją dwie kolumny w wielkim porządku jońskim oraz taras, ze schodami po obydwu stronach. Willę otacza duży ogród. W głębi posesji znajduje się budynek gospodarczy.
Pierwszym właścicielem willi był dr Wellmer, którego inicjały (H.W.) znajdują się na kracie drzwi wejściowych. W 1933 roku mieszkał w niej dr Rieck. W 1938 budynek nabyła firma ubezpieczeniowa National Versicherung Stettin, która urządziła w nim mieszkanie dla konsula i głównego dyrektora, Bruno Stieringera. Obecnie w budynku mają swoją siedzibę Okręgowa Izba Lekarska, Okręgowy Rzecznik Odpowiedzialności Zawodowej, Okręgowy Sąd Lekarski oraz klub „Remedium”. Wewnątrz z oryginalnego wyposażenia zachowały się jedynie wykonane z piaskowca kominek i portal drzwi wewnętrznych.